# The Sting: Live at the Key Club L.A.
The Sting: Live at the Key Club L.A. är ett livealbum av musikgruppen W.A.S.P., utgivet 2000.

## Låtförteckning
1. Helldorado
2. Inside the Electric Circus
3. Chainsaw Charlie (Murders in the New Morgue)
4. Wild Child
5. L.O.V.E. Machine
6. Animal (Fuck Like A Beast)
7. Sleeping (In the Fire)
8. Damnation Angels
9. Dirty Balls
10. The Real Me
11. I Wanna Be Somebody
12. Blind in Texas